# 朝倉市
朝倉市（あさくらし）は、福岡県中南部、筑後地域に位置する市。

## 地理

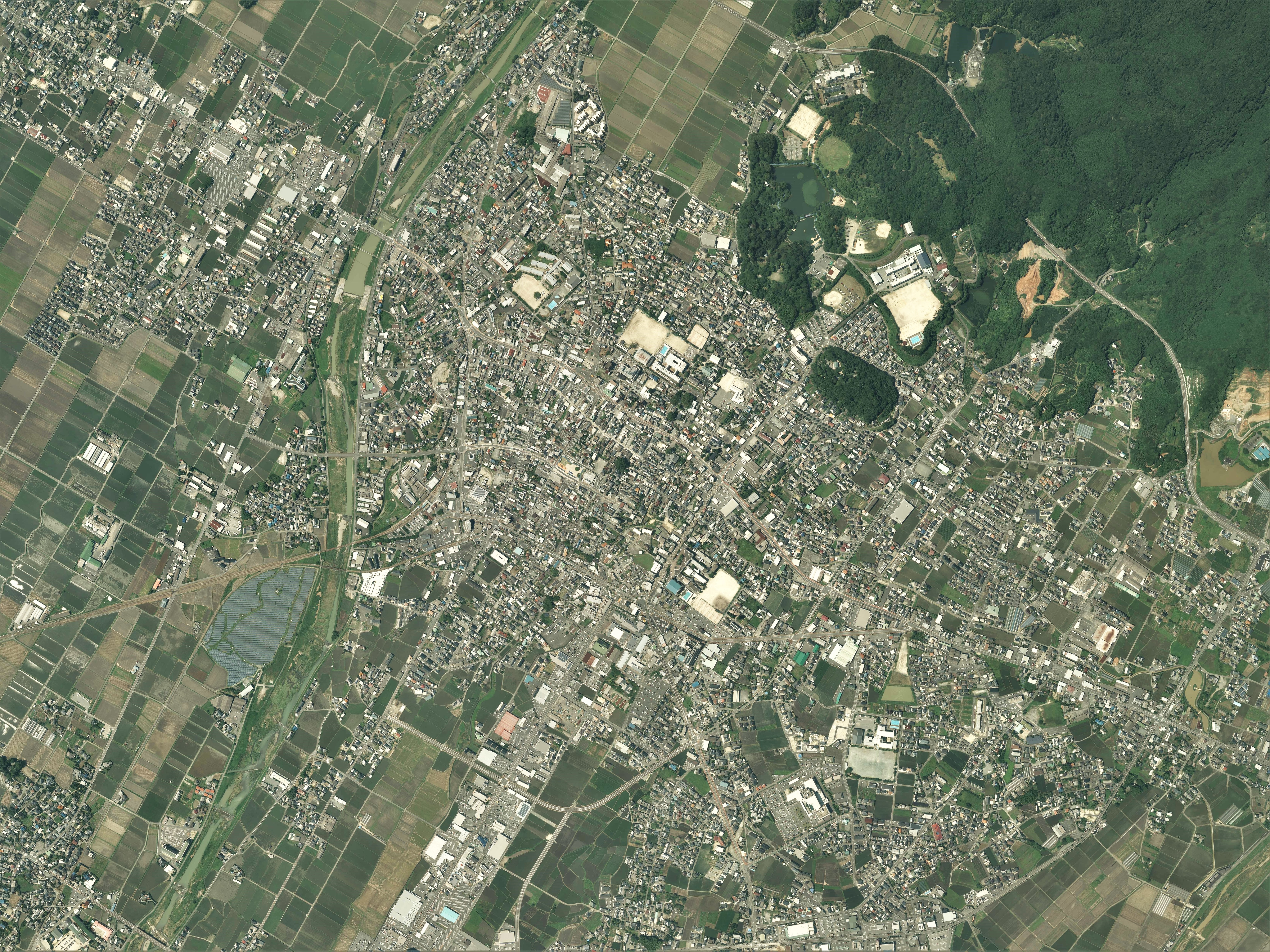
市役所のある旧甘木市中心部周辺の空中写真。
2017年7月13日撮影の3枚を合成作成。。

福岡県の中央部、県庁所在地である福岡市の南東約40km、久留米市の北東約20kmの場所に位置する。市内を北西から南東へと貫く国道386号あたりを境に、南側は盆地、北側（市域北部から北東部〜東部にかけて）は古処山をはじめとする600〜900m級の山々が連なる。この山地の中に福岡県両筑地域の水資源供給の役割を担う寺内ダム・江川ダムがある。また市域の南側には、境界にほぼ沿う形で筑後川が流れている。
市域西端部は旧甘木市で、中心となる鉄道駅の甘木駅、朝倉市役所や商店街などの中心市街地が所在する。市中心部から北東約8kmの位置に、秋月城の旧城下町の秋月地区がある。秋月地区は「筑前の小京都」と呼ばれ、観光地となっている。朝倉都市圏の中心都市である。
国道386号の杷木地区（旧杷木町）を過ぎると、大分県日田市に入る。

### 気候
| 朝倉（1991年 - 2020年）の気候      | 朝倉（1991年 - 2020年）の気候 | 朝倉（1991年 - 2020年）の気候 | 朝倉（1991年 - 2020年）の気候 | 朝倉（1991年 - 2020年）の気候 | 朝倉（1991年 - 2020年）の気候 | 朝倉（1991年 - 2020年）の気候 | 朝倉（1991年 - 2020年）の気候 | 朝倉（1991年 - 2020年）の気候 | 朝倉（1991年 - 2020年）の気候 | 朝倉（1991年 - 2020年）の気候 | 朝倉（1991年 - 2020年）の気候 | 朝倉（1991年 - 2020年）の気候 | 朝倉（1991年 - 2020年）の気候 |
| 月                                 | 1月                           | 2月                           | 3月                           | 4月                           | 5月                           | 6月                           | 7月                           | 8月                           | 9月                           | 10月                          | 11月                          | 12月                          | 年                            |
| ---------------------------------- | ----------------------------- | ----------------------------- | ----------------------------- | ----------------------------- | ----------------------------- | ----------------------------- | ----------------------------- | ----------------------------- | ----------------------------- | ----------------------------- | ----------------------------- | ----------------------------- | ----------------------------- |
| 最高気温記録 °C （°F）             | 19.8 (67.6)                   | 24.7 (76.5)                   | 26.1 (79)                     | 31.4 (88.5)                   | 35.1 (95.2)                   | 37.6 (99.7)                   | 38.8 (101.8)                  | 38.4 (101.1)                  | 38.2 (100.8)                  | 32.8 (91)                     | 29.7 (85.5)                   | 24.2 (75.6)                   | 38.8 (101.8)                  |
| 平均最高気温 °C （°F）             | 9.8 (49.6)                    | 11.5 (52.7)                   | 15.3 (59.5)                   | 20.9 (69.6)                   | 25.8 (78.4)                   | 28.2 (82.8)                   | 31.8 (89.2)                   | 33.2 (91.8)                   | 29.4 (84.9)                   | 24.2 (75.6)                   | 18.1 (64.6)                   | 12.1 (53.8)                   | 21.7 (71.1)                   |
| 日平均気温 °C （°F）               | 4.7 (40.5)                    | 6.0 (42.8)                    | 9.4 (48.9)                    | 14.4 (57.9)                   | 19.2 (66.6)                   | 22.9 (73.2)                   | 26.8 (80.2)                   | 27.4 (81.3)                   | 23.6 (74.5)                   | 17.9 (64.2)                   | 12.1 (53.8)                   | 6.7 (44.1)                    | 15.9 (60.6)                   |
| 平均最低気温 °C （°F）             | 0.3 (32.5)                    | 0.9 (33.6)                    | 3.9 (39)                      | 8.4 (47.1)                    | 13.4 (56.1)                   | 18.6 (65.5)                   | 23.0 (73.4)                   | 23.3 (73.9)                   | 19.3 (66.7)                   | 12.8 (55)                     | 6.9 (44.4)                    | 2.0 (35.6)                    | 11.1 (52)                     |
| 最低気温記録 °C （°F）             | −8.3 (17.1)                   | −7.5 (18.5)                   | −5.6 (21.9)                   | −1.6 (29.1)                   | 3.2 (37.8)                    | 8.6 (47.5)                    | 14.1 (57.4)                   | 15.1 (59.2)                   | 6.2 (43.2)                    | 0.7 (33.3)                    | −2.0 (28.4)                   | −5.7 (21.7)                   | −8.3 (17.1)                   |
| 降水量 mm （inch）                 | 64.6 (2.543)                  | 81.4 (3.205)                  | 121.8 (4.795)                 | 139.2 (5.48)                  | 169.5 (6.673)                 | 333.6 (13.134)                | 413.2 (16.268)                | 206.9 (8.146)                 | 176.6 (6.953)                 | 92.4 (3.638)                  | 88.9 (3.5)                    | 65.0 (2.559)                  | 1,953 (76.89)                 |
| 平均降水日数 （≥1.0 mm）           | 9.0                           | 9.1                           | 10.9                          | 10.1                          | 9.0                           | 13.3                          | 12.9                          | 10.6                          | 9.5                           | 7.0                           | 8.5                           | 8.6                           | 118.6                         |
| 平均月間日照時間                   | 112.5                         | 129.7                         | 162.3                         | 181.5                         | 194.6                         | 122.6                         | 164.1                         | 194.7                         | 159.6                         | 175.3                         | 139.1                         | 118.9                         | 1,854.9                       |
| 出典1：Japan Meteorological Agency |                               |                               |                               |                               |                               |                               |                               |                               |                               |                               |                               |                               |                               |
| 出典2：気象庁                      |                               |                               |                               |                               |                               |                               |                               |                               |                               |                               |                               |                               |                               |

### 隣接している市町村
福岡県
- 久留米市
- うきは市
- 嘉麻市
- 朝倉郡筑前町・東峰村
- 三井郡大刀洗町

大分県
- 日田市

### 地名
朝倉市発足時、旧杷木町のみ従来の大字の前に「杷木」を冠するように改められた。
旧甘木市
- 甘木（旧甘木町）
- 菩提寺（旧甘木町）
- 下渕（旧安川村）
- 甘水（旧安川村）
- 隈江（旧安川村）
- 持丸（旧安川村）
- 千手（旧安川村）
- 長谷山（旧安川村）
- 楢原（旧安川村）
- 屋形原（旧三奈木村）
- 荷原（旧三奈木村）
- 三奈木（旧三奈木村）
- 城（旧三奈木村）
- 板屋（旧三奈木村）
- 矢野竹（旧三奈木村）
- 秋月（旧秋月町。朝倉市合併時に下秋月より改称）
- 秋月野鳥（旧秋月町。朝倉市合併時に野鳥より改称）
- 江川（旧上秋月村）
- 山見（旧上秋月村）
- 上秋月（旧上秋月村）
- 田代（旧上秋月村）
- 日向石（旧上秋月村）
- 一木（旧立石村）
- 柿原（旧立石村）
- 古賀（旧立石村）
- 小隈（旧福田村）
- 小田（旧福田村）
- 倉吉（旧福田村）
- 中寒水（旧福田村）
- 堤（旧立石村）
- 頓田（旧立石村）
- 白鳥（旧福田村）
- 平塚（旧福田村）
- 来春（旧立石村）
- 鵜木（旧蜷城村）
- 鎌崎（旧蜷城村）
- 金丸（旧蜷城村）
- 上畑（旧蜷城村）
- 相窪（旧立石村）
- 中（旧蜷城村）
- 長田（旧蜷城村）
- 徳渕（旧蜷城村）
- 八重津（旧蜷城村）
- 福光（旧蜷城村）
- 片延（旧蜷城村）
- 林田（旧蜷城村）
- 屋永（旧金川村）
- 牛鶴（旧金川村）
- 桑原（旧金川村）
- 中島田（旧金川村）
- 田島（旧金川村）
- 黒川（旧高木村）
- 佐田（旧高木村）
- 下浦（旧馬田村）
- 牛木（旧馬田村）
- 上浦（旧馬田村）
- 千代丸（旧馬田村）
- 草水（旧馬田村）
- 馬田（旧馬田村）
- 中原（旧馬田村。1949年、下浦などから分立。）
- 美奈宜の杜1〜7丁目(三奈木・田代・矢野竹より分立。年不詳。住居表示実施済）

旧朝倉町
- 古毛（旧朝倉村）
- 菱野（旧朝倉村）
- 山田（旧朝倉村）
- 烏集院（旧宮野村）
- 須川（旧宮野村）
- 比良松（旧宮野村）
- 宮野（旧宮野村）
- 石成（旧大福村）
- 入地（旧大福村）
- 大庭（旧大福村）
- 上寺（旧大福村）
- 多々連（旧大福村）
- 田中（旧大福村）
- 長渕（旧大福村）

旧杷木町
- 杷木池田
- 杷木白木
- 杷木林田
- 杷木穂坂
- 杷木赤谷（旧松末村）
- 杷木大山（旧松末村）
- 杷木星丸（旧松末村）
- 杷木松末（旧松末村）
- 杷木志波（旧志波村）
- 杷木久喜宮（旧久喜宮村）
- 杷木古賀（旧久喜宮村）
- 杷木寒水（旧久喜宮村）
- 杷木若市（旧久喜宮村）

## 歴史

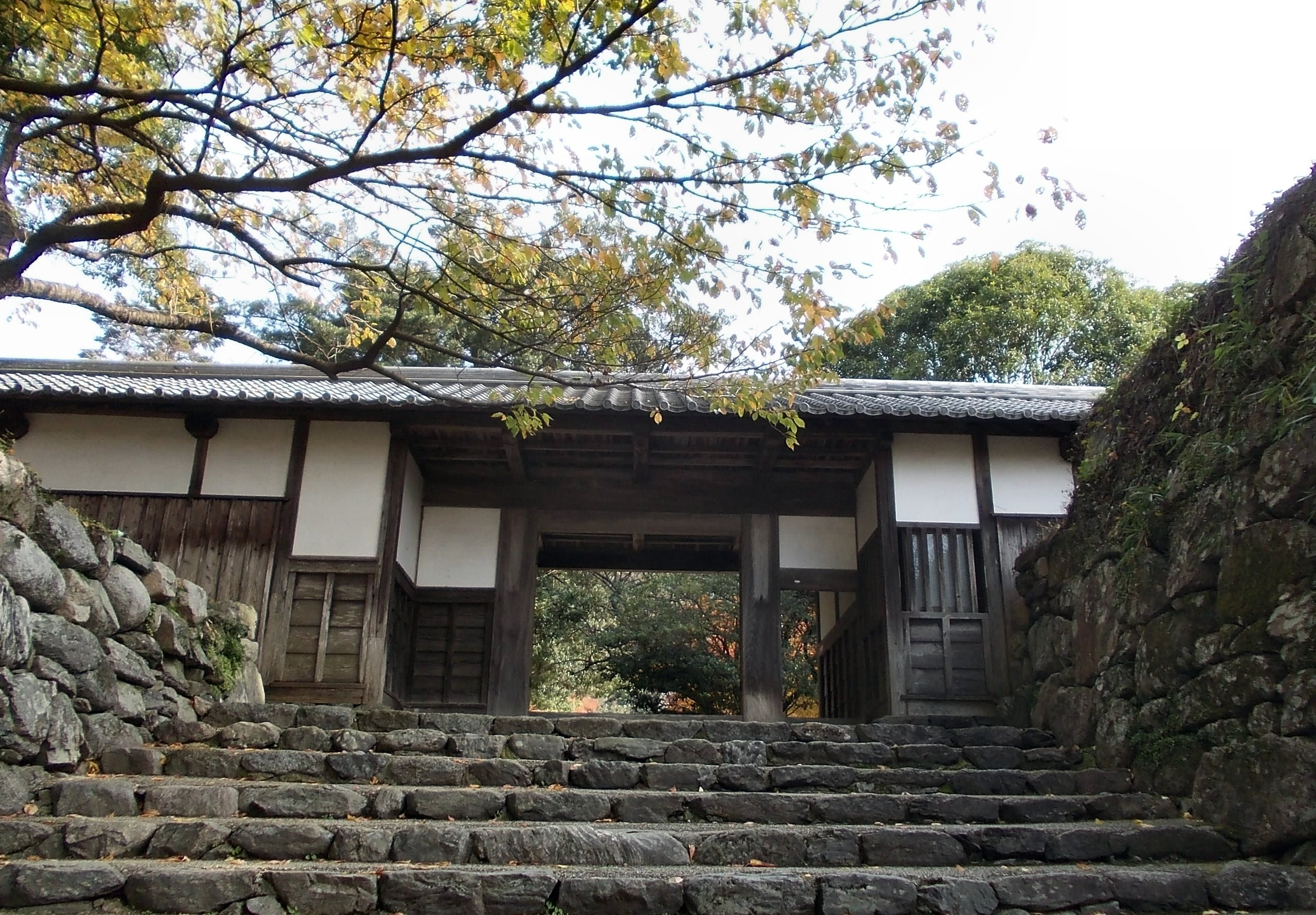
秋月城跡長屋門

### 邪馬台国甘木・朝倉説
安本美典が唱える説で、甘木・朝倉地方を中心とした周辺地域の地名と、奈良・大和地方を中心とした周辺地域の地名の酷似から、邪馬台国の中心は甘木・朝倉にあり後に奈良・大和地方に移って大和朝廷になったとする説。この説にちなんで5月には甘木公園で「花の邪馬台国まつり」が開催されている。

### 武家政権時代
鎌倉時代の1203年（建仁3年）、原田種雄（たねかつ）が鎌倉幕府より秋月庄を賜り秋月城（現在は城跡のみ）の築城を始める。それ以降、原田氏は秋月氏を名乗り、以後17代にわたって統治が続き城下町として栄える。

### 戦国時代末期以降
秋月氏は1587年（天正15年）、豊臣政権による九州征伐に屈し、日向国高鍋に移封された。慶長5年（1600年）の関ヶ原の戦いの功により、黒田長政が筑前国の領主となる。秋月には叔父の黒田直之を配した。直之は秋月城や町割りを整備した。その後1623年（元和9年）、福岡藩を統治していた黒田長政の遺言により、長政の三男黒田長興が秋月に5万石で分封され秋月藩が成立、城下町を立て直した。以後は黒田氏による統治が明治時代の廃藩置県まで続くこととなる。
廃藩置県により秋月県が誕生、県庁所在地となったがすぐに福岡県に統合され、県内の一都市となった。その後、明治政府の打ち出した政策に強い不満を抱いた士族により、1876年10月24日熊本藩で起きた神風連の乱に呼応する形で10月27日に秋月の乱が起こった。

### 近現代における行政区域の変遷
- 1889年4月1日：町村制施行により、現在の市域にあたる以下の町村が発足。
  - 夜須郡甘木町・馬田村・上秋月村・秋月村・安川村
  - 下座郡三奈木村・金川村・蜷城村・福田村・立石村
  - 上座郡高木村・大庭村・福成村・宮野村・朝倉村・杷木村・松末村・久喜宮村・志波村
- 1893年12月27日：【町制施行】秋月村 → 秋月町
- 1896年2月26日 ：郡制施行により、上記町村はすべて朝倉郡に属する。
- 1909年6月15日：【新設合併】大庭村・福成村 → 大福村
- 1939年4月17日：【町制施行】杷木村 → 杷木町
- 1951年4月1日：【新設合併】杷木町・松末村・久喜宮村・志波村 → 杷木町
- 1954年4月1日：【新設合併・市制施行】甘木町・秋月町・上秋月村・安川村・立石村・福田村・馬田村・蜷城村・三奈木村・金川村 → 甘木市
- 1955年3月10日：【編入】高木村 → 甘木市
- 1955年3月31日：【新設合併】朝倉村・宮野村・大福村 → 朝倉村
- 1962年4月1日：【町制施行】朝倉村 → 朝倉町
- 2006年3月20日：【新設合併】甘木市・朝倉町・杷木町 → 朝倉市

### 災害

#### 昭和28年西日本水害
1953年6月に九州一帯を襲った集中豪雨により筑後川が各所で氾濫。現在の朝倉市域では、特に大福、蜷城一帯の全家屋が浸水した。

#### 平成29年7月九州北部豪雨
2017年7月5日に九州北部を襲った記録的な集中豪雨では市内の黒川地区にある北小路公民館では降り始めからの累加雨量894mm、24時間雨量829mmに達するなど市内各地で記録的な豪雨となり、市内各地で土砂崩れや河川の氾濫による浸水が発生。市内で34人が死亡、2人が行方不明となったほか、住宅の全壊・大規模半壊372件、その他国道386号を中心とする道路等の生活基盤施設や農地なども多くの被害を受けた。
朝倉市では同年度末に復興計画を策定、2020年代も復興・復旧や将来に向けた防災・減災事業が進められている。17世帯が暮らしていた小河内地区は、被災者生活再建支援法に基づく長期避難世帯に指定され、のちに1軒が地元へ戻ったものの、転居先での暮らしの定着や砂防ダム建設計画の浮上などもあり、2022年春に地区の解散を決めた。

被災の様子
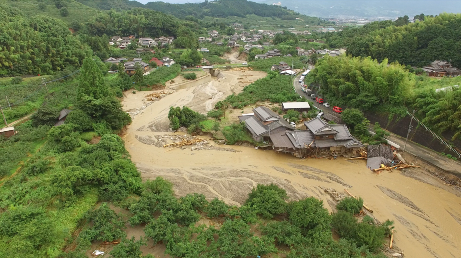
九州北部豪雨により北川が氾濫し被災した朝倉市杷木志波（2017年7月7日）
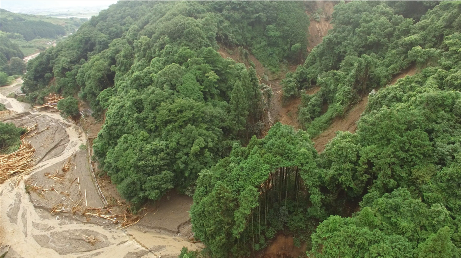
九州北部豪雨により奈良ヶ谷川が氾濫し被災した朝倉市山田（2017年7月7日）
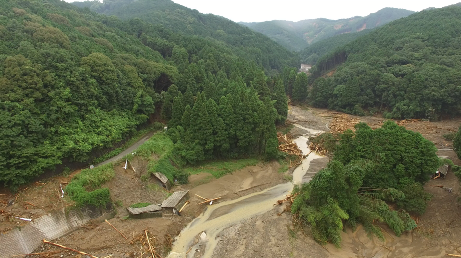
九州北部豪雨により妙見川が氾濫し被災した朝倉市須川（2017年7月8日）
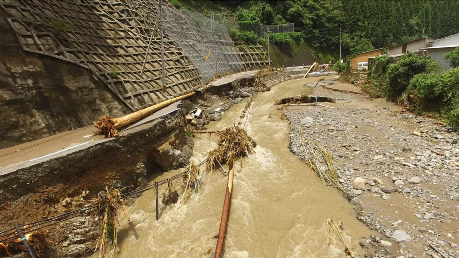
九州北部豪雨により黒川が氾濫し被災した朝倉市黒川（2017年7月8日）
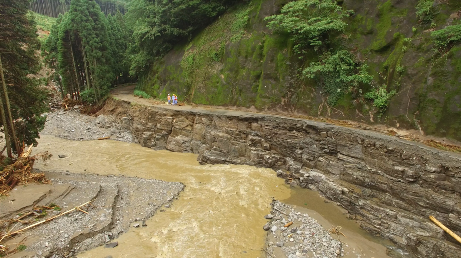
九州北部豪雨により黒川が氾濫し被災した朝倉市黒川（2017年7月8日）
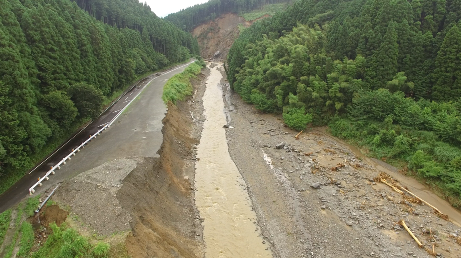
九州北部豪雨により佐田川が氾濫し被災した朝倉市佐田（2017年7月8日）

## 行政

### 市長
- 林裕二（2期、2018年4月23日就任）

| 代  | 氏名     | 就任年月日    | 退任年月日    | 備考                   |
| --- | -------- | ------------- | ------------- | ---------------------- |
|     | 白水堅志 | 2006年3月20日 | 2006年4月22日 | 職務執行者・旧朝倉町長 |
| 初  | 塚本勝人 | 2006年4月23日 | 2010年4月22日 | 旧甘木市長             |
| 2-3 | 森田俊介 | 2010年4月23日 | 2018年4月22日 | 元県議                 |
| 4-5 | 林裕二   | 2018年4月23日 | 現職          | 元県議                 |

### 消防
- 甘木朝倉消防本部・消防署
  - 朝倉出張所
  - 東部分署

### 警察
- 朝倉警察署（旧甘木警察署）

## 議会

### 市議会
- 定数：18人
- 任期：2023年5月1日 - 2027年4月30日

### 衆議院
- 選挙区：福岡5区（福岡市南区（弥永・弥永西・老司・鶴田の各投票区）、筑紫野市、春日市、大野城市、太宰府市、朝倉市、那珂川市、朝倉郡）
- 投票日：2021年10月31日
- 当日有権者数：454,493人
- 投票率：54.52％

| 当落 | 候補者名 | 年齢 | 所属党派   | 新旧別 | 得票数    | 重複 |
| ---- | -------- | ---- | ---------- | ------ | --------- | ---- |
| 当   | 堤かなめ | 61   | 立憲民主党 | 新     | 125,315票 | ○    |
|      | 原田義昭 | 77   | 自由民主党 | 前     | 110,706票 |      |

## 地域

### 人口
| |                                        |  |
| 朝倉市と全国の年齢別人口分布（2005年） | 朝倉市の年齢・男女別人口分布（2005年） |  |
| ■紫色 ― 朝倉市 ■緑色 ― 日本全国 | ■青色 ― 男性 ■赤色 ― 女性              |  |
| 朝倉市（に相当する地域）の人口の推移 \| 1970年（昭和45年） \| 66,623人 \| \| \| 1975年（昭和50年） \| 64,982人 \| \| \| 1980年（昭和55年） \| 64,623人 \| \| \| 1985年（昭和60年） \| 65,128人 \| \| \| 1990年（平成2年） \| 63,724人 \| \| \| 1995年（平成7年） \| 62,593人 \| \| \| 2000年（平成12年） \| 61,707人 \| \| \| 2005年（平成17年） \| 59,385人 \| \| \| 2010年（平成22年） \| 56,355人 \| \| \| 2015年（平成27年） \| 52,444人 \| \| \| 2020年（令和2年） \| 50,273人 \| \| |                                        |  |
| 総務省統計局 国勢調査より |                                        |  |
| 1970年（昭和45年） | 66,623人                               |  |
| 1975年（昭和50年） | 64,982人                               |  |
| 1980年（昭和55年） | 64,623人                               |  |
| 1985年（昭和60年） | 65,128人                               |  |
| 1990年（平成2年） | 63,724人                               |  |
| 1995年（平成7年） | 62,593人                               |  |
| 2000年（平成12年） | 61,707人                               |  |
| 2005年（平成17年） | 59,385人                               |  |
| 2010年（平成22年） | 56,355人                               |  |
| 2015年（平成27年） | 52,444人                               |  |
| 2020年（令和2年） | 50,273人                               |  |

### 地域圏・経済圏
朝倉市の市域は、一部を除いたほぼ全域が旧筑前国に属しており、福岡県の公式的な地域圏としては福岡地域圏に分類される。しかし反面、市内の鉄道（西鉄甘木線）が久留米方向へ向かって整備されており久留米市を中心とする筑後地域圏に含まれる要素も多い。また、自動車のナンバープレートも久留米自動車検査登録事務所の管轄のため「福岡」ではなく「久留米」となっており、郵便番号も筑後地区の地域番号である「83」（838-XXXX）となっている。朝倉市のうち旧甘木市、朝倉町域は福岡都市圏の5%通勤圏に属する。

## 教育

### 高等学校
- 福岡県立朝倉高等学校
- 福岡県立朝倉東高等学校
- 福岡県立朝倉光陽高等学校

### 中学校

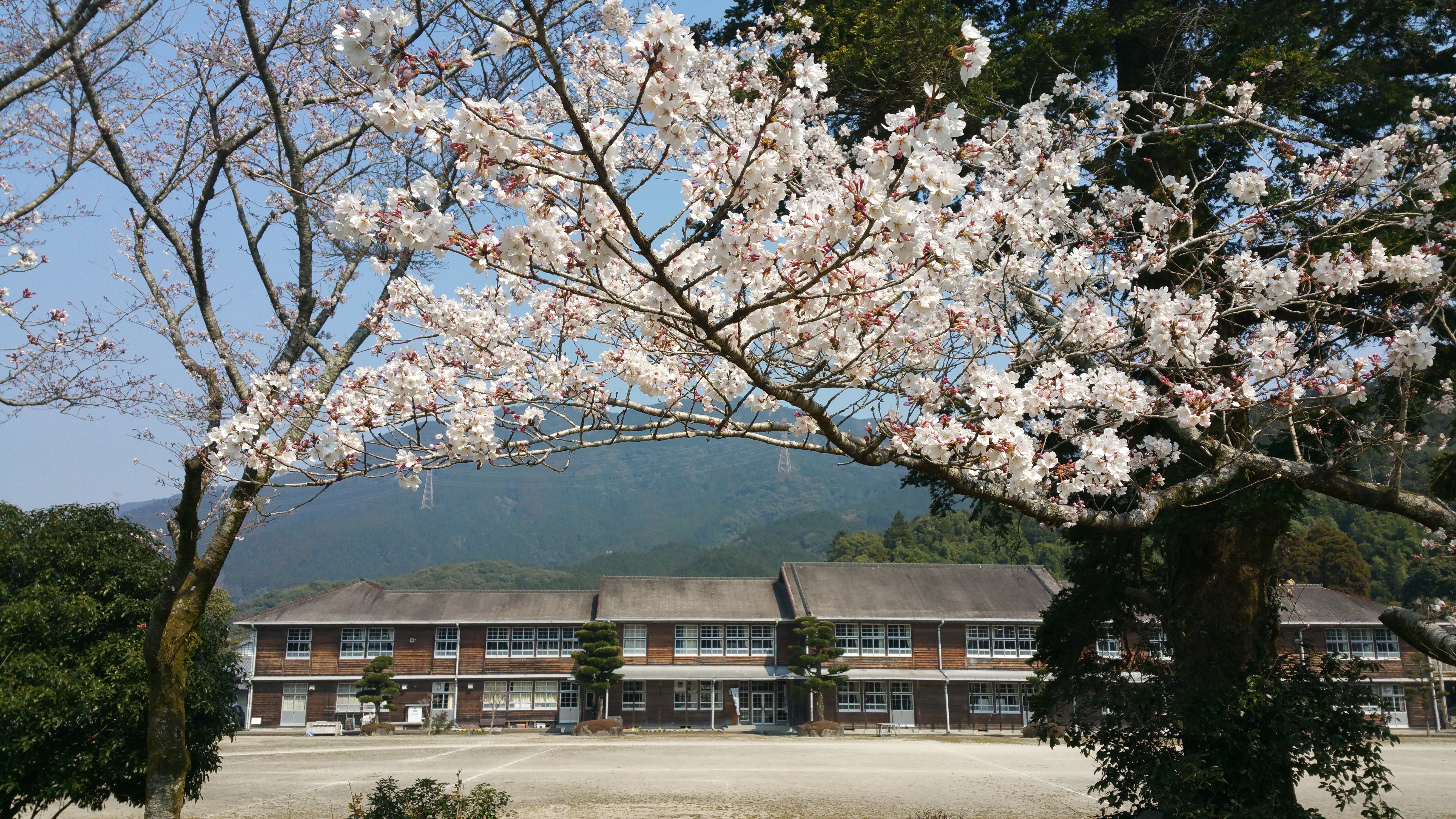
秋月中学校の木造校舎

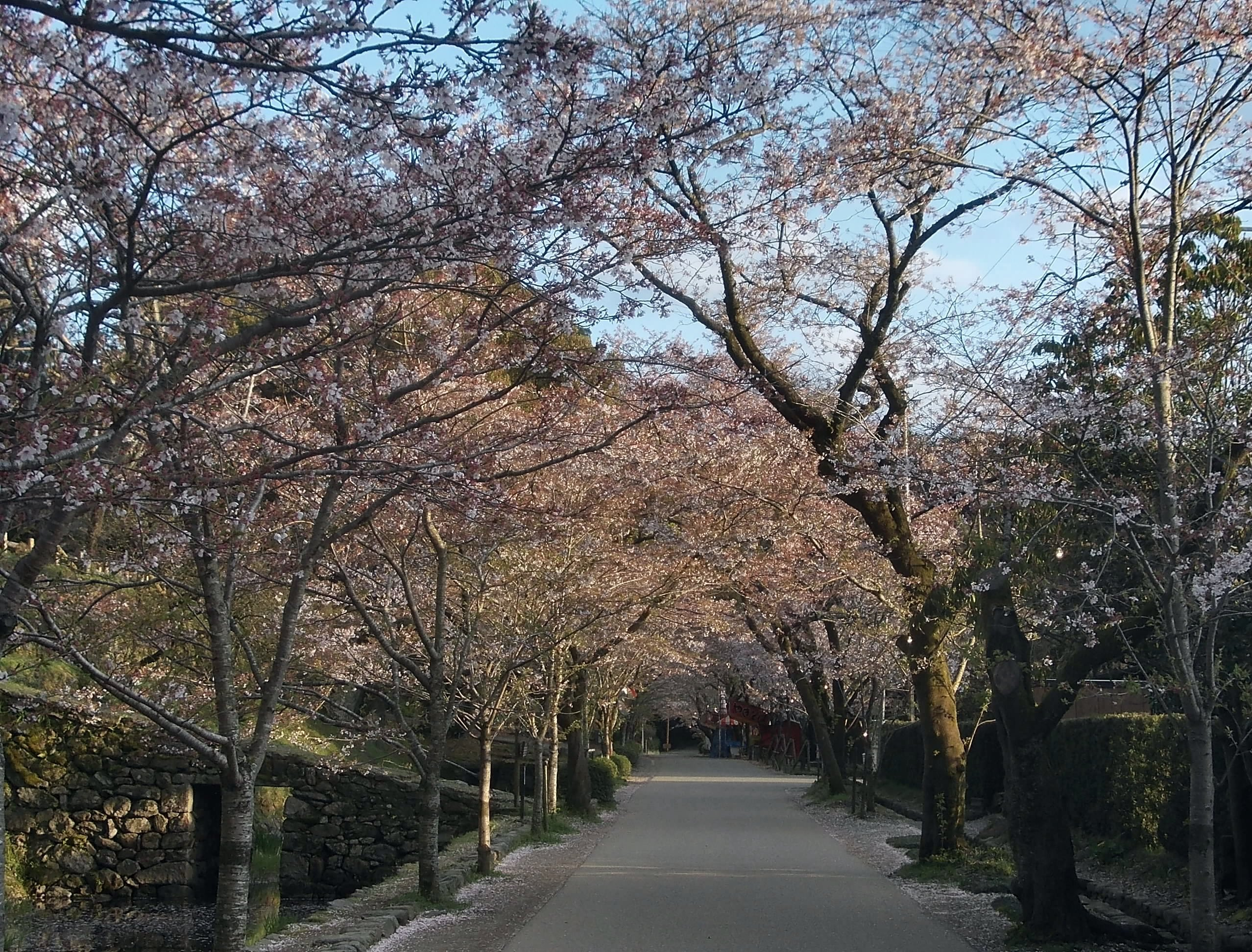
秋月杉の馬場の桜並木

市立
- 甘木中学校
- 南陵中学校
- 秋月中学校
- 十文字中学校
- 比良松中学校
- 杷木中学校

### 小学校
市立
- 甘木小学校
- 立石小学校
- 福田小学校
- 蜷城小学校
- 秋月小学校
- 馬田小学校
- 金川小学校
- 三奈木小学校
- 大福小学校
- 朝倉東小学校
- 杷木小学校
- 久喜宮小学校 （2018年3月閉校、2018年4月より杷木小学校に統合）
- 志波小学校 （2018年3月閉校、2018年4月より杷木小学校に統合）
- 松末小学校 （2018年3月閉校、2018年4月より杷木小学校に統合）

## 産業

### 朝倉市に工場を置く主な企業
- 株式会社ブリヂストン 甘木工場
- 麒麟麦酒（キリンビール）株式会社 福岡工場（キリンビアパーク福岡）
- マルヱ醤油株式会社 朝倉工場（本社はみやま市、朝倉工場では味噌の製造のみ）
- 三和シヤッター工業株式会社 九州工場

### 朝倉市に本社を置く主な企業
- 株式会社篠崎（日本酒・焼酎の製造・販売）
- オーケー食品工業株式会社
- 株式会社ドラッグストアモリ
- サイタホールディングス
- 筑前あさくら農業協同組合

## 主な商業施設
- イオン甘木ショッピングセンター

## 交通
- 空港は福岡空港が最寄り。

### 鉄道

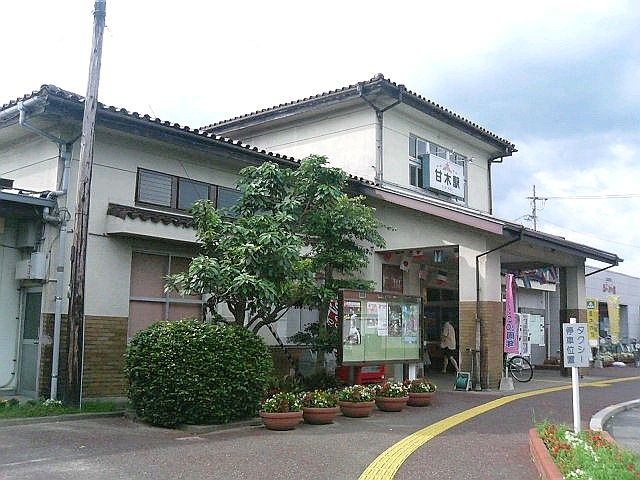
甘木駅

甘木鉄道: 甘木鉄道甘木線（基山駅でJR鹿児島本線と、小郡駅で西鉄天神大牟田線と接続。福岡市方面へのメインルート）
- 甘木駅

西日本鉄道: 西鉄甘木線（宮の陣駅で西鉄天神大牟田線と接続。久留米市方面へのメインルート）
- 甘木駅 - 馬田駅 - 上浦駅
- 市の中心駅：甘木駅

### 乗合バス

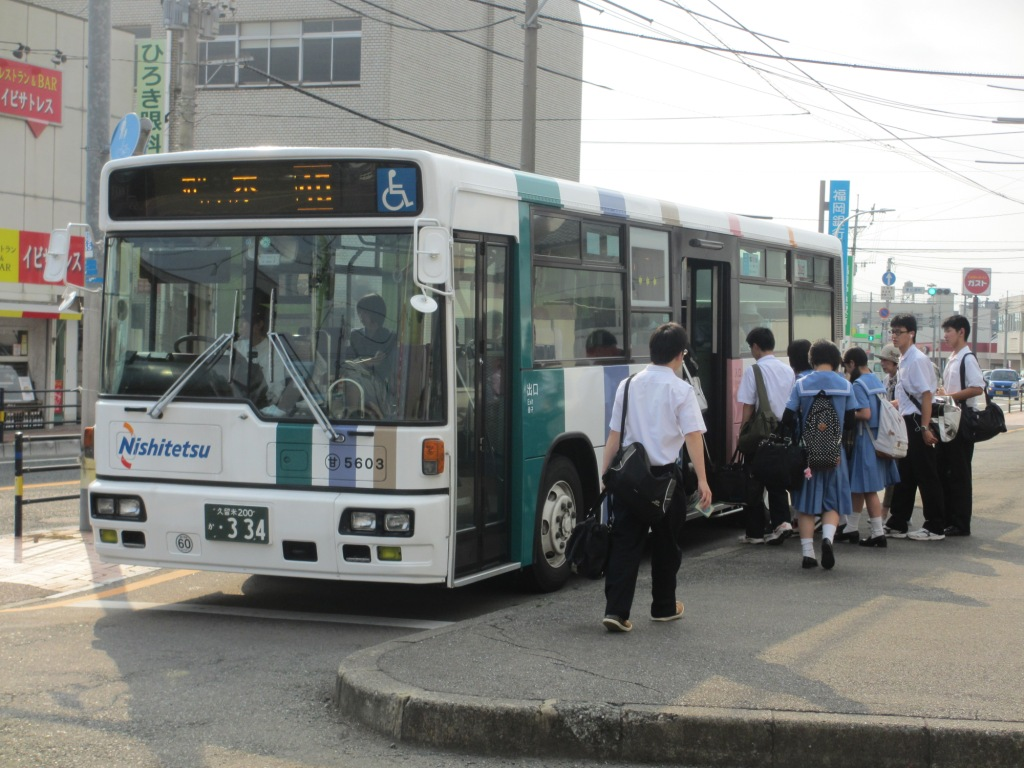
甘木バスセンター・杷木方面乗り場

西鉄バス（西日本鉄道・日田バス）
朝倉市の中心部に甘木バスセンターと営業所（西鉄バス二日市甘木支社）、旧杷木町の中心部に杷木発着所と営業所（日田バス杷木営業区）を置き、市内で運行している。
西日本鉄道が運行する[40][41][400]番は朝倉市内を北西から南東に貫く朝倉街道（国道386号およびその旧道）に沿って経由し、福岡市・筑紫野市と朝倉市を結ぶ路線で、西鉄バス二日市・日田バス（400を除く）への管理委託路線である。甘木バスセンターを経由する。
日田バスはかつて独自の路線が日田市から乗り入れていたが、2020年4月30日を以って廃止され、現在は先述の西日本鉄道の路線の管理委託のみを行っている。
かつては旧甘木市内に多数の路線があったが2001年に大半が廃止された。また杷木発着所からはうきは市旧浮羽町域南部の山間部や東峰村への路線があったがいずれも2025年3月31日までに全廃された。
[40][41]：筑紫野市（JR二日市駅・西鉄朝倉街道駅） - 筑前町 - 朝倉市（甘木バスセンター・甘木営業所・杷木）
[400]：福岡市（博多バスターミナル） - 太宰府市 - 筑紫野市 - 筑前町 - 朝倉市
甘木観光バス
2001年に西鉄が当時の甘木市内のローカル路線を廃止した際に路線を引き継ぎ路線バスに参入、運行を開始したが、朝倉市が発足した後は路線の廃止が相次ぎ、現在では甘木駅を拠点とする秋月地区、久留米市田主丸町、筑前町（太刀洗駅）への路線と、市中心部を循環する甘木市街地循環線のみを運行している。

#### コミュニティバス

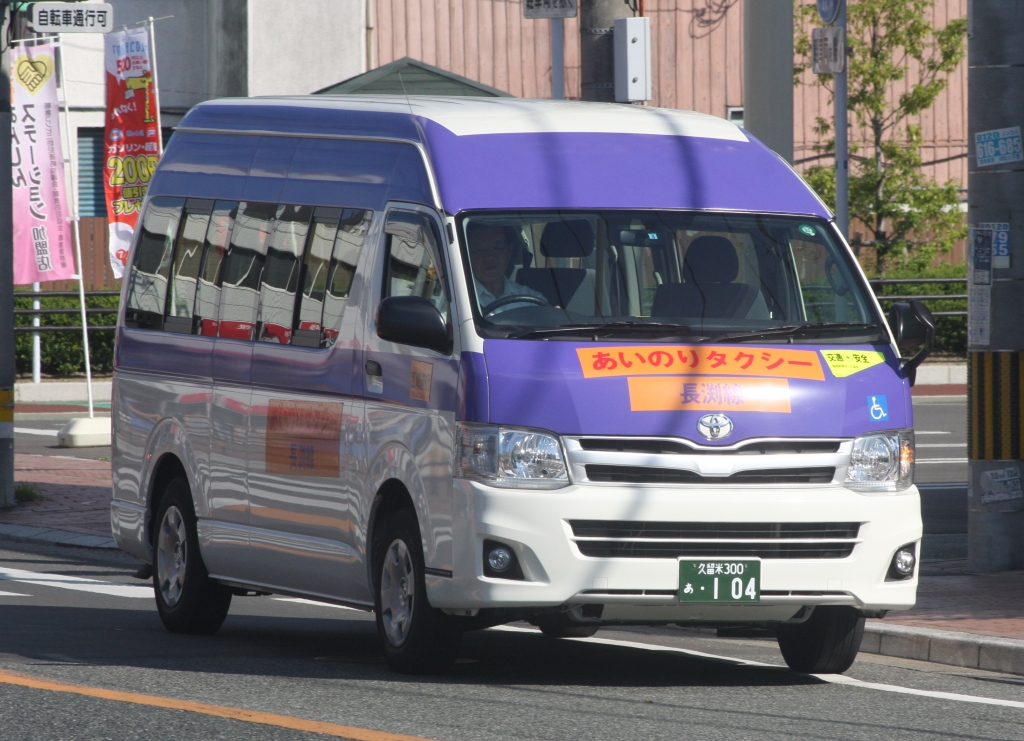
あいのりタクシー長淵線

- 朝倉地域コミュニティバス：朝倉町で運行されているコミュニティバスで、矢野タクシーが運行する。日祝・年末年始を除き運行。各ルートとも1日定期便2往復のほか、予約に応じて運行する1往復が設定されている。
  - 朝倉・宮野コース
  - 福成・大庭コース
- あいのりタクシー - 予約制（デマンド交通）乗合タクシー。甘木観光バスの廃止に伴い運行されている。矢野タクシー、安全タクシーが担当。
  - 杷木東部線・福城線、長渕線、黒川線、矢野竹線、美奈宜の杜線 、馬田線、上秋月・安川線
- あいのりスクールバス - 小中学校のスクールバスを予約制乗合タクシーとしても運行する。
  - 佐田コース・黒川コース
- 上秋月地域スクールバス混乗化事業
- うきはバス：うきは市が運行するコミュニティバスで、浮羽線が杷木を経由する。
- 東峰村乗合タクシー：杷木と東峰村を結ぶ。

#### 高速バス
以下の2路線が市内の停留所に発着する。発着地は朝倉市中心部近くの大分自動車道甘木インターチェンジに併設される高速甘木（甘木バスストップ）、旧朝倉町中心部近くの朝倉インターチェンジに併設される朝倉インターバス停（朝倉バスストップ）、旧杷木町中心部の杷木発着所。
- ひた号 - 福岡・福岡空港・日田方面（高速甘木・朝倉インター・杷木発着所）
- サンライト号 - 長崎・大分方面（高速甘木）

### 道路
高速道路
- 大分自動車道
  - 甘木インターチェンジ - 朝倉インターチェンジ - 山田サービスエリア - 杷木インターチェンジ

一般国道
- 国道322号
- 国道386号
- 国道500号

主要地方道
- 福岡県道8号馬田頓田線
- 福岡県道14号鳥栖朝倉線
- 福岡県道33号甘木田主丸線
- 福岡県道52号八女香春線
- 福岡県道66号桂川下秋月線
- 福岡県道79号朝倉小石原線
- 福岡県道80号甘木朝倉田主丸線

道の駅
- 道の駅原鶴が国道386号沿いに所在

## 名所・旧跡・観光スポット・祭事・催事

### 観光

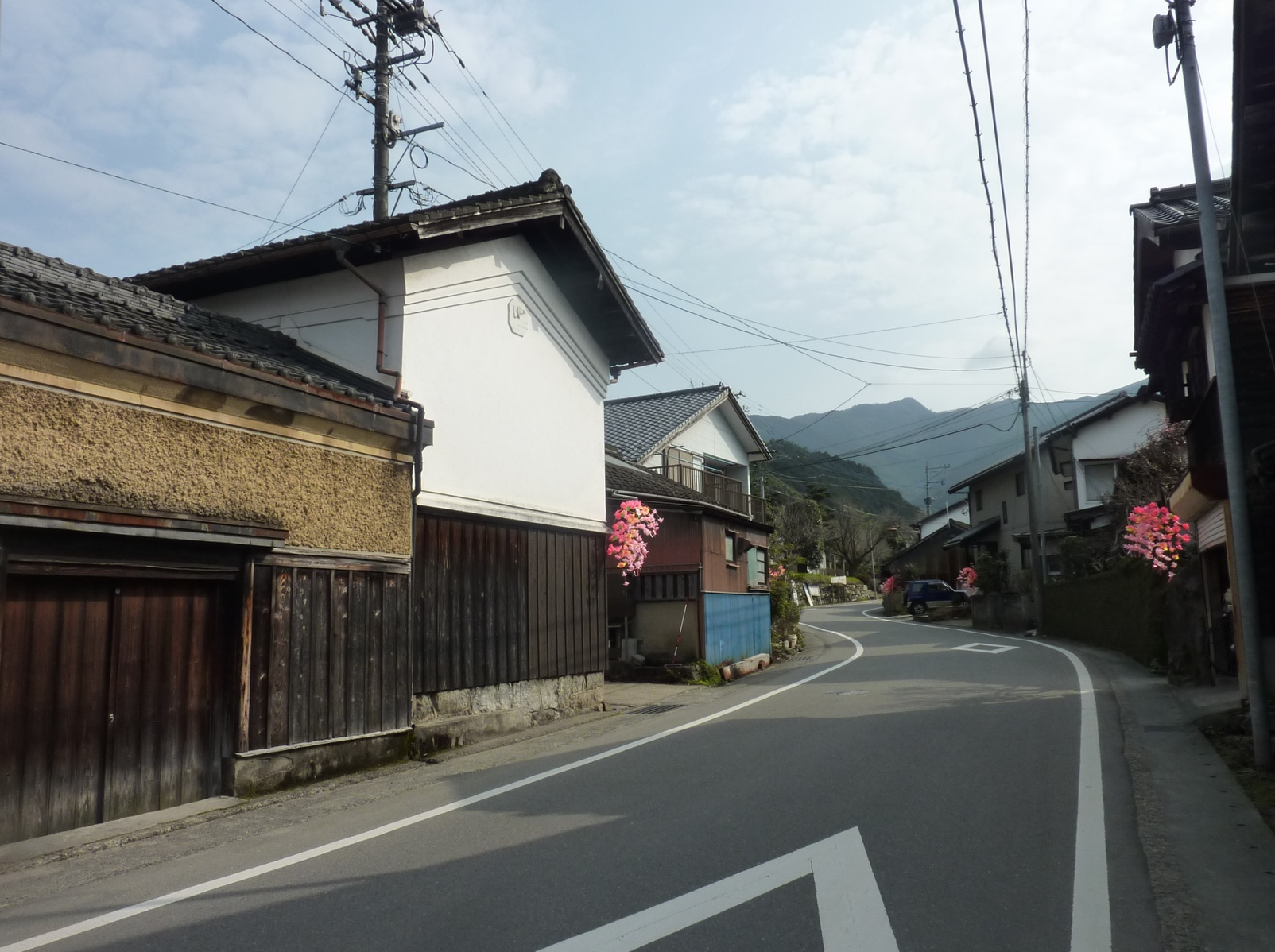
秋月

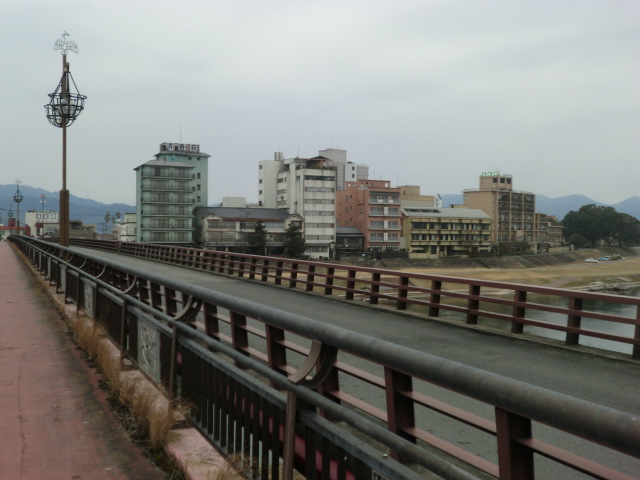
原鶴温泉

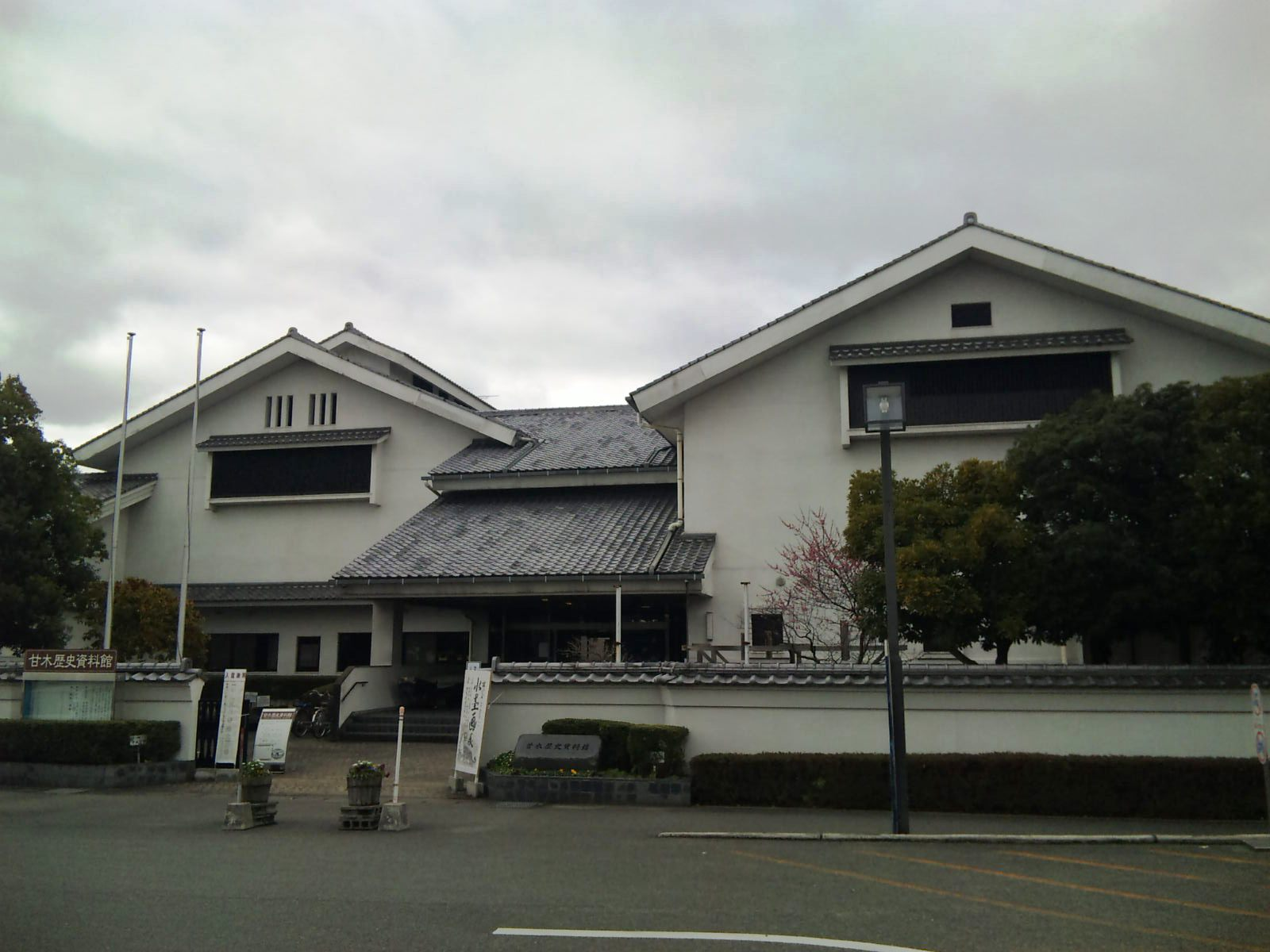
甘木歴史資料館

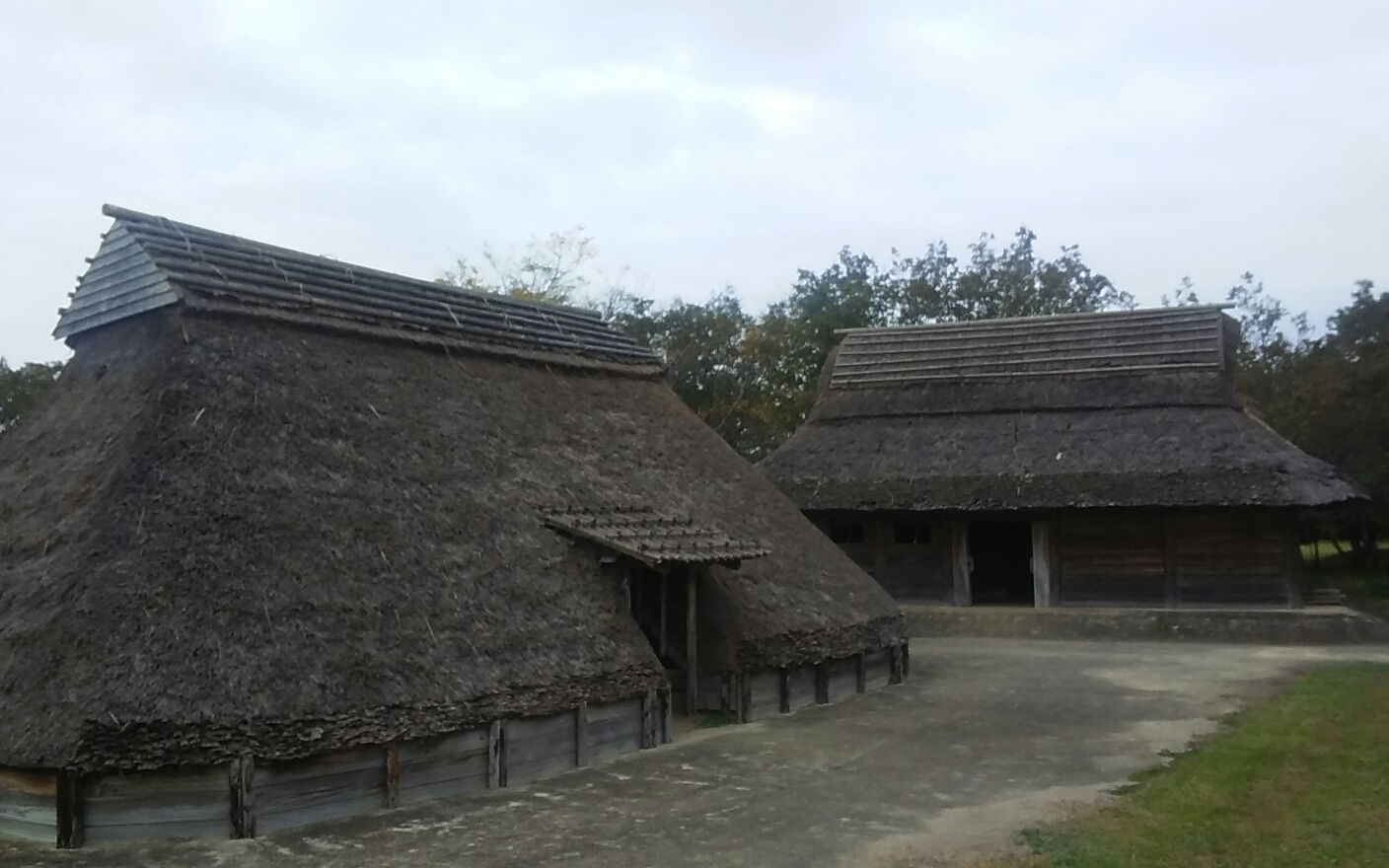
平塚川添遺跡

- 秋月（重要伝統的建造物群保存地区）
- 朝倉の水車（三連水車・二連水車）
- 垂裕神社
- 恵蘇八幡宮
- 古心寺（秋月藩黒田家の菩提寺）
- 大涼寺
- 隠家の森
- 原鶴温泉
- 音楽館（おんらくかん）
- 甘木歴史資料館
- 朝倉市秋月博物館（旧秋月郷土館）
- キリンビール福岡工場・キリンビアファーム
- 甘木公園
- あまぎ水の文化村

### 旧跡
国の史跡
- 平塚川添遺跡
- 小田茶臼塚古墳
- 堀川用水及び朝倉揚水車
- 杷木神龍石

福岡県指定史跡
- 堤当正寺古墳
- 狐塚古墳
- 長安寺跡（橘廣庭宮跡）
- 秋月城跡
- 三奈木黒田家別邸跡庭園

### 祭事
- おしろい祭り
- 泥うち祭り

### 百選
- 水の郷百選:「水ひかる甘木」とっておきの田園交響市
- 日本棚田百選：白川の棚田

## 著名な出身者
★は故人
- 飯田栄彦：児童文学作家、旧甘木市出身 ★
- 梅野信吉：獣医師、免疫学者、旧夜須郡甘木村出身 ★
- 岡部峯吉：教育者、旧夜須郡甘木村出身 ★
- 大内覚之助
- 尾野実信：陸軍軍人、朝倉郡甘木出身 ★
- 豊島与志雄：小説家、翻訳家、仏文学者、児童文学者、旧甘木市出身 ★
- 坂本一亀（音楽家坂本龍一の父）：河出書房編集者、旧甘木市出身 ★
- 梅ヶ谷藤太郎 (初代)：大相撲第15代横綱、旧杷木町志波出身 ★
- 業田良家：漫画家、旧甘木市出身
- 樋口龍美：元プロ野球選手（中日ドラゴンズ）
- 坂田将人：プロ野球選手（福岡ソフトバンクホークス）
- 水無月すう：漫画家
- 吉瀬美智子：女優、元ファッションモデル
- 朝倉あき：女優
- 加藤正夫：囲碁棋士、旧朝倉町出身 ★
- 井上微笑：俳人 ★
- えとぴりか：歌手
- 高木渉：プロ野球選手（埼玉西武ライオンズ）

## 市外局番
- 0946（甘木MA。全域）

## 事案
- 平成29年7月九州北部豪雨の災害復旧工事において、当市都市計画課建築係長が豪雨による山林崩壊の土砂撤去工事費を増額したことや、その後も同様の便宜を図ってほしいと期待された見返りと知った上で、2019年4月22 - 23日、防水工事会社役員から現金100万円と2人で出かけた韓国旅行の航空券を受け取ったとして、福岡県警察は2人を2020年6月に逮捕した[9]。福岡地方検察庁は2020年7月3日、2人を起訴した。市は7月3日付で係長を地方公務員法の規定に基づき休職とした上で人事秘書課付とする異動辞令を発令した[10]。今後、係長を懲戒処分する方針である[11]。